# گودندورف
گودندورف (به آلمانی: Godendorf) یک شهر در آلمان است که در Mecklenburgische Seenplatte District واقع شده‌است. گودندورف ۲۴۰ نفر جمعیت دارد.